# Galactik Football
Galactik Football è una serie televisiva animata francese prodotta da Gaumont Animation e France 2 dal 2006 al 2011. In Italia è stata trasmessa sulla rete televisiva Disney XD (prima Jetix) e, in replica, sul canale K2.
La serie è composta da tre stagioni, per un totale di 78 episodi.

## Trama
Il Galactik Football è il gioco del calcio ma ambientato nello spazio, a cui partecipano atleti provenienti da ogni angolo della galassia di Zaelion. Ciascuno dei pianeti che compone questa galassia è pervaso da un'energia particolare, denominata "il Flusso"; tale energia, che si manifesta in modi differenti a seconda del pianeta, è estremamente potente e permette di compiere gesta straordinarie, a tal punto che il suo utilizzo è strettamente sorvegliato e regolato da un'organizzazione indipendente che si chiama "Centro di Controllo del Flusso" che ne consente l'uso esclusivamente nell'ambito sportivo del Galactik Football, rendendolo, secondo il cartone, lo sport più spettacolare e, per questo, più seguito della galassia.
Il piccolo pianeta Akillian è molto conosciuto per aver dato i natali al famoso campione Aarch, giudicato fra i maggiori interpreti nel suo sport. Aarch è mancato da casa per ben 15 anni, in seguito una misteriosa catastrofe naturale abbattutasi su Akillian durante uno scontro fra la squadra locale dello stesso Aarch e i rivali storici degli Shadows. Tale disastro ha provocato una glaciazione dell'intero pianeta, un tempo florido e verdeggiante, e ne ha estinto completamente il Flusso (chiamato "Respiro di Akillian" o solo "il Respiro"), rendendo gli atleti locali incapaci di competere a grandi livelli contro avversari che, invece, potevano ancora contare su questa particolare energia. Nonostante questo Aarch, non rinunciando ai suoi sogni di gloria, si trasferisce su altri pianeti, entrando a far parte di altre squadre, per continuare a giocare al Galactik Football. Questo comportamento viene visto come un tradimento dal resto della popolazione di Akillian, compresi i suoi amici e compagni di squadra, sia perché Aarch antepone la carriera personale alla situazione critica della propria patria, sia perché entra a far parte proprio della squadra rivale degli Shadows. Quando Aarch ritorna sul suo pianeta natale, in compagnia dello scienziato Clamp, fermamente intenzionato a fondare una squadra per potere partecipare e vincere la Galactik Football Cup, viene quindi mal accolto da coloro che ancora serbano rancore per lui; nonostante queste difficoltà, però, decide di organizzare un provino per scegliere i migliori giocatori del pianeta e allestire una squadra con la speranza di poter risvegliare l'assopito "Respiro".
Sul pianeta Akillian i ragazzi vanno pazzi per il Galactik Football e quando vengono a conoscenza del ritorno di Aarch e del provino da lui organizzato per scegliere i giocatori di una futura squadra partecipano numerosissimi alle selezioni. Al centro del racconto sono le vicende di D'Jok, Tia, Micro-Ice, Thran, Mei, Ahito, Sinedd e Rocket, nipote di Aarch, che si intrecciano fino a che gli otto non superano le selezioni e si ritrovano a giocare insieme nella nuova squadra che prenderà il nome di Snow Kids e sarà capitanata da Rocket. Gli allenamenti e gli incontri contro le altre squadre faranno risvegliare, poco alla volta, il "Respiro", consentendo ai giocatori di poter contare nuovamente sul Flusso, ma il carattere di alcuni di essi, in particolar modo di Sinedd, porteranno quest'ultimo ad abbandonare la squadra ed entrare a far parte della formazione degli Shadows, che contenderà proprio agli Snow Kids la Galactik Football Cup.

## Personaggi
I personaggi principali della serie sono i membri della squadra degli Snow Kids:
- D'Jok: Vive con la madre adottiva Maya ed è l'attaccante principale della squadra; grazie al "Respiro", è capace di acrobazie e di un salto che gli ha permesso di segnare numerosi gol di testa. Il suo più grande idolo è Warren dei Lightnings. Nella seconda serie diverrà capitano al posto di Rocket. La madre naturale è morta con l'esplosione del Metaflusso su Akillian, mentre suo padre è il pirata Sonny Blackbones con cui stabilisce un buon rapporto. La sua fidanzata è Mei, che bacia per la prima volta quando sta per prendere la coppa anche se il ragazzo è scettico all'inizio per l'interesse di lei; nella terza stagione litiga con Mei e cambia squadra entrando nel Team Paradisia, tornando poi all'inizio della 3ª GF Cup.
- Mei: Sfrutta la sua avvenenza per togliere la palla dai piedi dell'avversario. La madre la spinge a recitare in spot e pubblicità ma, alla fine, la ragazza sceglierà di interrompere la carriera di attrice per dedicarsi solo al GF grazie al padre del fidanzato, Sonny Blackbones. Difensore degli Snow Kids e fidanzata di D'Jok. Nell'episodio "Un nuovo inizio" lascerà gli Snow Kids per passare agli Shadows, per poi tornare per giocare di nuovo con gli Snow Kids la GF Cup. Mei all'inizio cerca di dividere Micro-Ice e D'Jok, cosciente dell'amore che il primo prova per lei e dell'interesse che prova lei per il secondo. Nella Terza serie si allontana da D'Jok e durante un'amichevole contro gli Shadows sviluppa lo smog e va nel loro Team ed inizia una storia d'amore con Sinedd.
- Tia: Ragazza con il sogno di viaggiare per esplorare ogni angolo dell'universo, ha spiccate doti acrobatiche e con i suoi salti e dribbling riesce a scartare ogni avversario. Figlia di due importanti diplomatici di Akillian, che all'inizio le proibivano di partecipare alle selezioni di Aarch, è stata la prima a dimostrare di possedere il "Respiro" dato che è stato proprio Aarch a contattarla per le selezioni. Centrocampista della squadra, è la fidanzata di Rocket.
- Micro-Ice: dotato di una velocità impressionante, è un ragazzo sveglio e simpatico ma ha sempre da ridire su tutto ed è un filo ingenuo. Durante la prima serie aveva preso una cotta impressionante per Mei. Quando la ragazza è divenuta la fidanzata di D'Jok ha trasferito la sua attenzione su Yuki, cugina di Ahito e Thran. Nell'episodio "La fuga" scapperà con Sonny Blackbones per poi tornare nell'episodio "Vuoto di memoria" successivamente si metterà con Zoeyl.
- Thran: Amante di video-game e difensore della squadra. È un abile matematico e adora i calcoli e le statistiche. È fratello gemello di Ahito e cugino di Yuki.
- Ahito: Sempre sul punto di schiacciare un pisolino in ogni momento della giornata, è il portiere. Fratello gemello di Thran e cugino di Yuki; nella seconda serie si ammalerà per un lungo periodo e verrà sostituito dalla cugina per poi tornare a giocare a metà finale quando proprio Yuki avrà un infortunio. Si può notare che ha spiccate doti acrobatiche e riesce a parare qualsiasi tiro anche dormendo.
- Rocket: Ex capitano della squadra degli Snow Kids, nonché nipote dell'allenatore Aarch, è il tiratore e regista del team. Il Flusso gli permette di tirare calci di punizione imprendibili. Sa smarcare i difensori avversari e nel servire ottimi assist per i compagni. Fidanzato di Tia, nella seconda serie utilizzerà il Flusso fuori dal campo di gioco per salvare la vita della ragazza, venendo così sostituito da D'Jok come capitano e nell'All-Star Match e nel campionato. Entrerà a far parte di un torneo di football illegale chiamato Netherball (di cui diverrà il campione) in cui lavora anche Sinedd. Fra gli sfidanti battuti al Netherball ci sono Luur, capitano degli Xenon, e Warren, capitano dei Lightnings; entrambi cercheranno di farlo ragionare. Successivamente rientrerà in squadra durante la seconda stagione nella semifinale contro la squadra di Warren e farà vincere gli Snow Kids al golden gol. In finale segnerà l'ultimo rigore contro gli Xenon e farà vincere alla sua squadra la Galactik Football Cup. Nella terza serie recluterà una giovane Wamba talentuosa di nome Liu-Zia nel torneo a Flusso misto. Più avanti, dopo che D'Jok entra nel Team Paradisia, tornerà ad essere il capitano della squadra ma quando Aarch è costretto a lasciare la Federazione e quindi il posto di allenatore, Rocket cede il posto a Tia come capitano e prende le redini della squadra come coach al posto di suo zio.
- Yuki: Cugina di Ahito e Thran, diverrà portiere degli Snow Kids nella seconda serie, quando Ahito si ammalerà. È una ragazza dalla pelle pallida e i capelli arancioni. Con lo svolgersi della seconda serie imparerà ad adattarsi come centrocampista (sostituendo Tia in una partita). Contraccambierà l'amore di Micro-Ice. Nella finale della 2ª GF Cup avrà un infortunio e verrà sostituita dal cugino, Ahito. Nella terza stagione lascerà gli Snow Kids per giocare con le Elektras.
- Mark: Ragazzo di colore, molto estroverso e protettivo nei confronti dei più deboli, prenderà il posto di Rocket nella seconda serie, quando questi viene espulso. Pur essendone amico, litiga molto con D'Jok, che reputa troppo arrogante da quando ha acquisito la fascia di capitano.
- Sinedd: Rivale di D'Jok, nella prima stagione entra a far parte degli Snow Kids, per poi entrare negli Shadows. Odia il Flusso perché gli ha portato via i genitori lasciandolo orfano; nella terza stagione scopre però che essi sono ancora vivi e, redento, torna negli Snow Kids e ritrova il suo Flusso, il Respiro.

## Doppiaggio
Il doppiaggio italiano delle prime due stagioni è stato svolto presso il CD Cine Dubbing, mentre la terza è stata affidata ad un altro studio.

### Staff
| Personaggio      | Doppiatore originale | Doppiatore italiano                                  |
| ---------------- | -------------------- | ---------------------------------------------------- |
| Aarch            | Tony Joudrier        | Massimo Lodolo                                       |
| Clamp            | Bernard Jung         | Vittorio Stagni                                      |
| Dame Simbai      | Florence Dumortier   | Daniela Abruzzese                                    |
| Micro Ice        | Yann Pichon          | Alessandro Tiberi (ep. 1-26) Marco Vivio (ep. 27-39) |
| D'Jok            | François Vincentelli | Simone Crisari                                       |
| Tia              | Isabelle Volpe       | Domitilla D'Amico                                    |
| Thran            | Emmanuel Gradi       | Simone Veltroni                                      |
| Rocket           | François Vincentelli | Alessio De Filippis                                  |
| Mei              | Nathalie Bienaimé    | Rachele Paolelli                                     |
| Ahito            | Vincent Willes       | Paolo Vivio                                          |
| Norata           | Emmanuel Gradi       | Roberto Draghetti                                    |
| Artegor Nexus    | Antoine Tomé         | Mirko Mazzanti                                       |
| Maya             | Francise Quariot     | Emanuela Baroni                                      |
| Callie Mystic    | Isabelle Noérie      | Valentina Mari                                       |
| Sonny Blackbones | Patrick Bethune      | Luca Dresda                                          |
| Bennett          | Walter Fitt          | Roberto Stocchi                                      |
| Bleylock         | Patrick Bethune      | Alessandro Ballico                                   |
| Baldwin          | Wali Sdedea          | Emidio La Vella                                      |

## Episodi
In Italia la prima e la seconda stagione sono state trasmesse rispettivamente nel 2006 e nel 2008 su Jetix. La terza stagione invece è andata in onda tra il 2010 e il 2011 su Disney XD. Tutte e tre sono state trasmesse in chiaro su K2 a partire dal 24 maggio 2010.
| Stagione         | Episodi | Prima TV Francia | Prima TV Italia |
| ---------------- | ------- | ---------------- | --------------- |
| Prima stagione   | 26      | 2006             | 2006            |
| Seconda stagione | 26      | 2008             | 2008            |
| Terza stagione   | 26      | 2010-2011        | 2010-2011       |

## Edizioni home video
In Italia sono disponibili solo i DVD della prima stagione, distribuiti da La Gazzetta dello Sport.

## Produzione
La serie Galactik Football è stata gestita inizialmente da Alphanim e France 2, successivamente solo da Alphanim. Galactik Football è associata a Jetix Europe fino alla seconda stagione, dalla terza stagione la serie è associata a Disney XD, visto che dalla terza stagione Jetix è stata acquistata dalla Disney.
A partire dalla terza stagione incomincia ad essere impiegato il 16:9 come formato video, inoltre ci sono alcuni cambiamenti nelle partite: infatti il suono è diverso e ci sono più movimenti 3D; i cambiamenti hanno a che fare con il cambio degli studi di produzione.

### Tecniche di animazione
Le puntate hanno due modalità di animazione: per i dialoghi fra i personaggi e l'evolversi della trama c'è un'animazione 2D tradizionale mentre per le partite si usa il 3D.